# David Fronimadis
David Fronimadis, né le 13 octobre 1982 à Montréal (Canada) est un ancien joueur international canadien de soccer ayant évolué au poste de défenseur. Il a commencé sa carrière professionnelle, en 2002 avec l'Impact de Montréal.

## Statistiques
| Club         | année | pj | pd | MIN  | B | P | PTS | C | E |
| ------------ | ----- | -- | -- | ---- | - | - | --- | - | - |
| Montréal     | 2002  | 18 | 8  | 585  | 0 | 0 | 0   | 2 | 0 |
| Montréal     | 2003  | 27 | 19 | 1875 | 2 | 0 | 4   | 4 | 0 |
| Montréal     | 2004  | 4  | 2  | 217  | 0 | 0 | 0   | 0 | 0 |
| Montréal     | 2005  | 13 | 4  | 504  | 0 | 2 | 2   | 2 | 0 |
| Montréal     | 2006  | 7  | 2  | 210  | 0 | 1 | 1   | 1 | 0 |
| Total Impact | ----  | 69 | 35 | 3399 | 2 | 3 | 7   | 9 | 0 |
| Total USL    | ----  | 69 | 35 | 3399 | 2 | 3 | 7   | 9 | 0 |